# Banque de la Martinique
La Banque  de la Martinique est une ancienne banque française privée créée en 1853 à la suite de la loi du 11 juillet 1851 sur l’organisation des banques coloniales. 

## Historique
Dans son article 7, la loi du 30 avril 1849 sur l’abolition de l'esclavage évoque « l’indemnité accordée aux colons par suite de la libération de la main-d’œuvre servile » et stipule que « Le huitième de la portion afférente aux colons de la Guadeloupe, de la Martinique et de La Réunion, sera prélevé pour servir à l’établissement d’une banque de prêt et d’escompte dans chacune de ces colonies ». Une somme qui sera essentiellement destinée à la constitution d’un capital garantissant les billets que les banques sont autorisées à émettre. La loi du 1er juillet 1851, signée par le président Louis-Napoléon Bonaparte en personne, fixe le capital accordé à trois millions : « Chacune des banques auxquelles se rapporte la présente loi est autorisée, à l’exclusion de tous les autres établissements, à émettre dans chacune des colonies où elle est instituée, des billets au porteur de cinq cents, de cent et de vingt cinq francs ». « Ces billets sont remboursables à vue, au siège de la banque qui les aura émis. Ils seront reçus comme monnaie légale dans l’étendue de chaque colonie, par les caisses publiques, ainsi que par les particuliers ». 
Après nomination de son directeur par décret le 31 mai 1852, la Banque de la Martinique est officiellement créée en 1853 et ouvre sa première agence à Saint-Pierre, rue de la Banque, dans le quartier du Mouillage, juste en face de l'hôtel de ville.
Après l'éruption de la Montagne Pelée du 8 mai 1902 qui dévaste la ville de Saint-Pierre, le siège de la Banque de la Martinique est en ruines, mais ses caves sont demeurées intactes et attirent bien des convoitises. Les autorités se dépêchent donc de récupérer l'or et les numéraires dans les coffres du bâtiment en ruine pour les mettre en sûreté à Fort-de-France où est installé le nouveau siège de la banque.

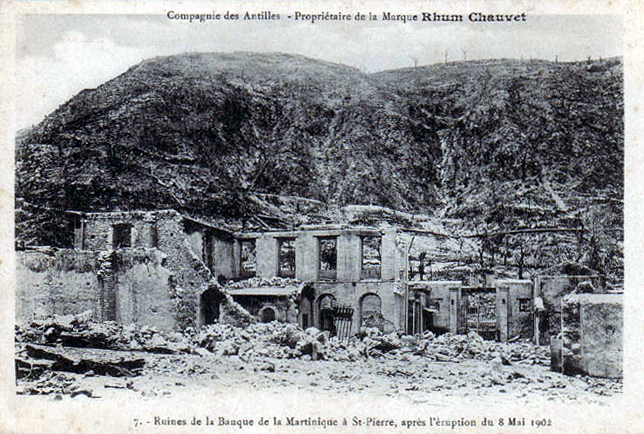
Ruines de la Banque de la Martinique, rue de la Banque à Saint-Pierre le 10 mai 1902.
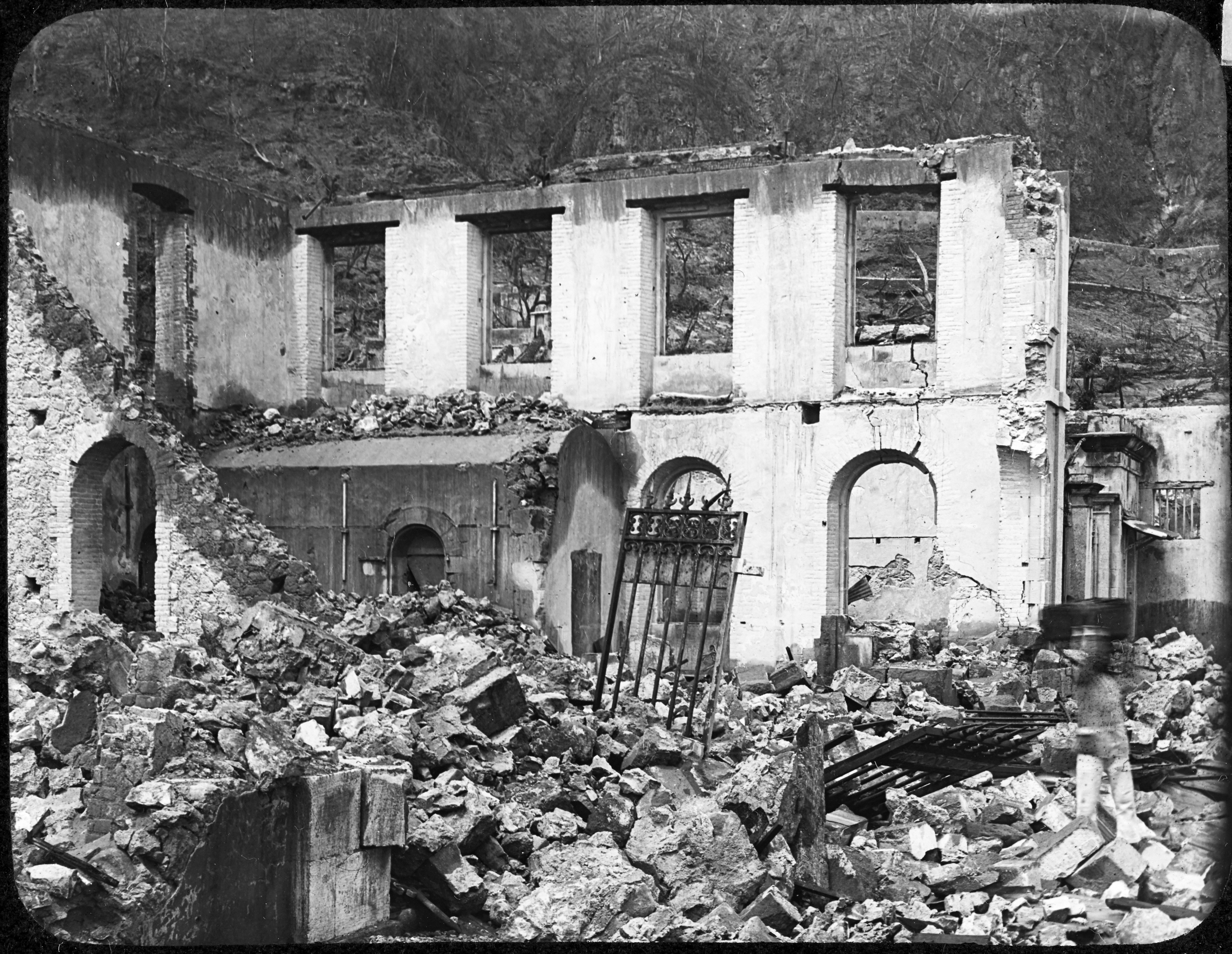
Ruines de la Banque de la Martinique.

La Banque de la Martinique est fusionnée en 1967 avec la Banque de la Guadeloupe pour créer la Banque des Antilles françaises qui appartient, comme la Banque de la Réunion, au Groupe BPCE via sa filiale BPCE International et Outre-mer (BPCE IOM).
La Banque des Antilles Françaises (BDAF) immatriculée au registre du commerce sous le numéro 672-041-399 a son siège social à Point à Pitre

## Organisation

### Activités
La Banque de la Martinique est à la fois une banque commerciale et un organisme de crédit propre au négoce colonial qui suppose une capacité d'estimation des risques fortement dépendants des cycles du commerce, du change et des récoltes. S'y ajoute une bonne connaissance des pratiques maritimes pour accompagner les entreprises d’armement maritime et de logistique dans le suivi des produits servant de garantie aux prêts en cours.

#### Privilège d'émission
La Banque de la Martinique bénéficie du privilège d'émission des billets, jusqu'en 1944, mais continue de l'exercer jusqu'en 1952 pour compte et sous le contrôle de la Caisse centrale de la France d'outre-mer, ancêtre de l'actuelle Agence française de développement.

### Capital
Son capital initial, constitué pour partie de l'indemnité servile, était de 3 millions de francs. 

### Dirigeants

#### Directeurs
- Octave Danican-Philidor : 1874 - 18 mars 1879
- Adolphe Trillard : 18 mars 1879 - 1900
- Gustave Alizard : 1900 - 1920
- M. Dinslage : 1920 - 1929
- R. Didellot : 1929 - 1944
- Charles Garcin : 1944 - 1945
- R. Arnaud : 1945 -

#### Caissiers principaux
- Jules Bonneville : 1888 - 1919
- M. Pradeu : 1919 - 1930
- M. Hing : 1930 - 1934
- M. Rosemain : 1934 - 1945